# Pavol Strauss
Pavol Strauss (*  30. August 1912 in Liptovský Mikuláš; † 3. Juni 1994 in Nitra) war ein slowakischer Arzt, Philosoph, Prosaist, Essayist und Übersetzer.

## Leben
Während des Besuchs des Gymnasiums in seinem Heimatort engagierte sich Strauss aktiv im Studienkreis von Michal Miloslav Hodža. Nach dem Abitur nahm er ein Medizinstudium in Wien auf und schloss es 1938 an der deutschen Universität in Prag ab. 1938 und 1939 leistete er die einjährige allgemeine Wehrpflicht ab.
Als Arzt arbeitete Strauss in Palúdzka und Ružomberok. 1942 konvertierte er nach einem zweijährigen inneren Kampf vom jüdischen zum katholischen Glauben. Vor Ende des Zweiten Weltkrieges war er im Durchgangslager in Nováky interniert. Nach der Befreiung arbeitete er weiter, zunächst als Chirurg in Bratislava, zwischen 1946 und 1956 dann als Chefarzt in Skalica und schließlich von 1956 bis 1982 erneut als Chirurg im staatlichen Krankenhaus in Nitra.

## Konversion
Seine Kinder- und Studienjahre verbrachte Strauss im Haus seines Großvaters, des Arztes Bartolomej Kux, eines gebildeten, doch eher säkularen Juden. Auch unter seinem Einfluss nahm der junge Strauss Gott zunehmend pantheistisch wahr, was ihn mit Angst und Unsicherheit erfüllte. Nach der Pubertät ergriffen ihn Zweifel am Wert der Welt, in der er überall unbillige soziale Ungerechtigkeit sah. Bei mehreren seiner jüdischen Mitmenschen sah er viele negative Eigenschaften, doch auf der anderen Seite waren ihm im Judentum die chassidischen Rabbiner ein Lichtblick. In den letzten Gymnasialjahren
beschäftigte er sich mit dem Kommunismus, studierte Werke von Franz Mehring, Friedrich Engels, Lenin, Georgi Plechanow und Nikolai Bucharin, stand unter einem starken Einfluss des Surrealismus von André Breton, Paul Éluard sowie des Poetismus und des Dadaismus. Während der Prager Studienjahre durchlebte er zudem reiche Kulturerlebnisse, die er jedoch rückblickend nur als „einen Pflaster, einen Pflaster für das zerfetzte Innere. Eine äußere Unruhe über dem unruhigeren sündigen Innerem. Eine Unklarheit in Moralfragen, eine Sehnsucht danach aufzufallen und ein großer Hunger nach Wahrheit, Reinheit und Sicherheit auch außerhalb der verrufenen Sozialprobleme“ wahrnahm.
Diese bewegte Phase wertete er später als ersten Schritt seiner Abwendung vom Judentum hin zum Christentum. Er beschrieb diese Zeit als einen Aufruf „zum Ausgang aus sich selbst“ und zu „einem Leben mit den anderen zusammen, einem Leben für die Welt, insbesondere die Welt der Zukunft“. Die zweite Phase seiner Konvertierung begann während seiner Wehrpflicht in Ružomberok, wo er durch die Familie des Konvertiten Munk beeinflusst wurde.
Diese ermöglichte Strauss den Zugang zu katholischer Literatur, vor allem zu den Werken von Peter Lippert und Romano Guardini. Begierig las er jedoch auch Jacques Maritain, David Blondel, Étienne Gilson, Jean Guitton, Rainer Maria Rilke, Giovanni Papini und Henri Bergson. Ganz konnte er sich allerdings nicht von den Gedanken Friedrich Nietzsches, André Bretons und auch einigen in der Zeitschrift „Psyché“ veröffentlichten Anschauungen loslösen. In der dritten Phase schließlich ließ er sich taufen, nachdem ihn der Kanoniker Jozef Kožár über ein halbes Jahr lang mit dem Neuen Testament vertraut gemacht hatte. Unter Anleitung des Jesuiten Ján Dieška nahm er an Exerzitien des Ordens teil und führte schließlich ein Gespräch mit Jozef Mikuš, dem damaligen Provinzial der Jesuiten. Er festigte seinen Glauben durch das Lesen religiöser Texte, insbesondere die Verfolgung Jesu, über die orthodoxe Nonne Philothea, sowie über die Rolle der Liturgie im Leben der katholischen Kirche. Eine Art geistlicher Mentor war ihm zu dieser Zeit seine Ehefrau Mária, geborene Loydlová.
Als authentisches Zeugnis seines Lebens gilt gemeinhin die 1994 veröffentlichte Autobiographie „Kolíska dôvery“.

## Werke
Bei nicht ins Deutsche übersetzten Titel sind die Originaltitel wörtlich übersetzt in Klammern hinzugefügt.
Einzelausgaben
- Die Kanone auf dem Ei, (Gedichte) 1936.
- Schwarze Verse, (Gedichte) 1937.
- Všetko je rovnako blízke i ďaleké (Kaleidoskop z cesty po Švajčiarsku)  Alles ist gleich nah und weit [Kaleidoskop einer Reise durch die Schweiz], 1946.
- Mozaika nádeje [Mosaik der Hoffnung], Bratislava, 1948.
- Stĺpy [Säulen], Ružomberok, 1948.
- Aforistické diárium [Aphoristisches Diarium], Ružomberok, 1960.
- Krížová cesta pre chorých [Kreuzwegandacht für die Kranken], Ružomberok, 1964.
- Postila dneška [Postille von heute], Ružomberok, 1965.
- Zápisky diletanta [Notizen eines Dilettanten], Bratislava, 1968.
- Zákruty bez ciest [Kurven ohne Straßen], Bratislava, 1971.
- Roztrhnutá opona [Der zerrissene Vorhang], Ružomberok, 1972.
- Rekviem za živých [Requiem für die Lebenden], Bratislava, 1991
- Nádhera nečakaného. Úsmev nad úsmevom [Die Herrlichkeit des Unerwarteten. Lächeln über Lächeln], (Ideen und Aphorismen), Bratislava, 1992.
- Kvety z popola [Blumen aus der Asche], Martin, 1992.
- Mozaika nádeje [Mosaik der Hoffnung] (erweiterte Ausgabe), Bratislava, 1992.
- Ecce homo. Bratislava, 1992.
- Tesná brána [Die enge Pforte], Bratislava, 1992.
- A slovo zdúchal duch, Bratislava, 1992.
- Krížová cesta (Mozaika meditácií) [Kreuzweg (Mosaik der Meditationen)], Bratislava, 1993.
- Za mostom času [Hinter der Zeitbrücke], Košice, 1993.
- Kolíska dôvery [Wiege des Vertrauens], Trnava, 1994.
- Odvrátený hlas. Poznámky ku všetkému i k životu [Die abgewandte Stimme. Notizen zu allem und zum Leben], Bratislava, 1994.
- Torzo ticha [Fragment der Stille], Bratislava, 1995.
- Život je len jeden [Leben ist nur eins], Bratislava, 1996.
- Čovek pre nikoho [Mensch für niemanden], Bratislava, 2000.
- Sme mocnejší než čas. Apokalyptické tiene [Wir sind stärker als die Zeit. Apokalyptische Schatten], Bratislava, 2005.

Übersetzung
- Lippert: Der Mensch Hiob spricht mit Gott. 1948.

Gesammelte Werke:
- Band 1: S výhľadom do nekonečna [Mit Ausblick ins Unendliche], Prešov, 2010.
- Band 2: Hudba plaší smrť [Musik verscheucht den Tod], Prešov, 2010.
- Band 3: Rekviem za neumieranie [Requiem für Nichtsterben], Prešov, 2010.
- Band 4: Skalpelom i perom [Mit Skalpell und Feder], Prešov, 2010.
- Band 5: Ozveny vnútorných hlasov [Widerhalle der inneren Stimmen], Prešov, 2010.
- Band 6: Aforistické iskrenie [Aphoristisches Funkensprühen], Prešov, 2010.
- Band 7: Život je provizórium [Das Leben ist nur ein Provisorium], Prešov, 2011.
- Band 8: Slovenské básne  [Slowakische Gedichte], Prešov, 2011.
- Band 9: Nemecké básne [Deutsche Gedichte], Prešov, 2011.
- Band 10: Preklady [Übersetzungen und Korrespondenz], Prešov, 2012.

## Publikationen über Pavol Strauss
- P. Rybák: P. Strauss – die kämpfende Glocke dieser Zeit. In: Glaube und Leben, 1992
- M. Bátorová: Paradoxen über Pavol Strauss, Bratislava, 2006
- Zeitschrift: Briefe von Pavol Strauss, Mikuláš, 2007–2010, Nr. 1–9
- J. Letz: Slowakische christliche Philosophie des 20. Jhs. und ihre  Perspektiven, Kraków/Trnava, 2010, p. 82 – 86, 96–98, 354.
- G. Weag: Strauss – zwei Brüder, 2013, DVD Live AID, 65 min.